# Vladislav I. Poljski
Vladislav I. Poljski ali Vladislav Łokietek, poljski kralj, * ~1261, †2. marec 1333, Krakov.
Vladislav I. iz dinastije kujavijskih Pjastov (prapravnuk Kazimirja II. Pravičnega) je po dolgotrajnem procesu združevanja uspel razdrobljene poljske pokrajine združiti pod svojo oblastjo in pri papežu Janezu XXII. dobiti pristanek na kronanje za poljskega kralja (1320). Pri vladanju se je opiral na srednje in malo plemstvo. Velik po dejanjih, je bil po postavi tako majhen, da so ga imenovali  Łokietek, kar v poljščini pomeni "dolg en vatel".

## Združevalec Poljske
Vladislav Łokietek je tretji sin vojvode Kazimirja I. Kujavskega, vojvode v pokrajinah Kujavija, Łęczyca, and Sieradz. Bil je najstarejši sin Kazimirjeve tretje žene. Njegova starejša polbrata, sinova Kazimirjeve druge žene, sta bila Lešek II. Črni in Ziemomysł.
Vladislav je s polnoletnostjo leta 1275 dobil, kot delno vojvodino, južno Kujavijo z glavnim mestom Brześć Kujawski. Leta 1288 je, po smrti polbrata Leška II. Črnega, ki je bil od leta 1279 tudi knez-senior, podedoval pokrajino Sieradz. Skupaj z Boleslavom, vojvodo Połocke Mazovije, je začel vojno za Malopoljsko proti Henriku IV. Probusu, vojvodi Vroclavske Šlezije in od leta 1288 novemu knezu-seniorju. Leta 1289 je prehodno zavzel Krakov, a se je moral spet umakniti, zadržal pa je Sandomirsko pokrajino. 
Po smrti Henrika IV. Probusa (1290) se je ponovno začel boj za Krakov. Češki kralj Venčeslav II. je leta 1291 zavzel Krakov, leta 1292 izrinil Vladislava iz Sandomirske pokrajine in ga prisilil, da se mu je poklonil. Leta 1294 je, po smrti vojvode pokrajine Łeczyca, Vladislav podedoval njegovo vojvodino.
Umor Przemysła II., vojvode v Velikopoljski in Pomorjanski in zadnje leto tudi poljskega kralja, začetkom leta 1296, je sprožil boje za nasledstvo v Poljski. Vladislav Łokietek je bil sicer izvoljen za vojvodo in naslednika teh ozemelj, odstopiti pa je moral (po dogovoru v Krzywinu 10. marca 1296) brandenburškim mejnim grofom velikopoljsko ozemlje ob reki Noteć z mesti Santok, Drezdenko in Wałcz v korist Brandenburga, medtem ko je jugozahodno ozemlje Velikopoljskega med mesti Międzyrzecz und Gostyń (po pogodbi med Przemysłom II. in Henrikom iz Glogava iz leta 1288) pripadlo Henriku iz Glogova. Leta 1297 se je Łokietek odpovedal svojim zahtevam do Krakova in se leta 1299 v mestu Kłęka že drugič poklonil kralju Vaclavu II., ki pa ga je po svojem kronanju za poljskega kralja (1300) celo izgnal s Poljske. Vladislav Łokietek se je leta 1304 s pomočjo ogrskega magnata Abe vrnil na Poljsko.
S smrtjo Vaclava II. (1305) in umorom njegovega sina Vaclava III. (1306) je češki rod Przemysłov ostal brez moškega naslednika. Smrt obeh čeških vladarjev je Łokietku olajšala, da se je uveljavil na Malopoljskem, Sieradzu in Łęczyci, v Kujaviji in na Pomorjanskem, medtem ko je Velikopoljska pripadla Henriku iz Glogova. Na Pomorjanskem je Łokietka izdal mogočni rod Święcov in deželo izročil Brandenburžanom. Ti so leta 1308 začeli oblegati Gdansk, katerega branilci so poklicali na pomoč Tevtonski viteški red z obljubo povračila stroškov. Križniki so odbili napadalce, nato pa sami izdajalsko zasedli mesto in ustje Visle; leta 1309 so si z brandenburškimi Askanijci razdelili Pomorjansko. 
Leta 1311 je Vladislav Łokietek s težavo zadušil nevarno zaroto meščanstva in nemških samostanov v korist češkega kralja Ivana Luksemburškega, ki sta jo skovala krakovski župan Albert in češki škof v Krakovu, Jan Muskata. Leta 1314, po smrti Henrika iz Glogova, so se njegovi sinovi postavili proti koristim magnatov; gniezenski nadškof je nad magnati izrekel prekletstvo, nižje plemstvo (vitezi - šlahta) pa so premagali njihovo vojsko. Končno je leta 1314 Vladislav Łokietek za stalno zavzel Velikopoljsko.
Vladislav Łokietek je leta 1315 sklenil s slovanskim vladarji v Mecklenburgu in na Pomorjanskem pa tudi z Dansko in Švedsko zvezo proti Brandenburgu. Izbruhnila je vojna, ki Łokietku ni prinesla uspeha, pustila pa je za sabo opustošeno brandenburško Novo marko.

## Kralj Poljske
Čeprav je češki kralj Ivan Luksemburški zahteval poljski prestol zase, je Łokietek v Avignonu dobil od papeža Janeza XXII. pristanek na kronanje za poljskega kralja. Januarja 1320 se je pustil kronati v Krakovu za Vladislava I. Leta 1321 je sodišče, ki ga je sestavila rimska kurija, odločilo, da mora viteški red Poljski vrniti Pomorjansko in plačati odškodnino; vendar se križniki na zahtevo niso odzvali.
Vladislav I. je skrbel za krepitev monarhije tudi z družinskimi vezmi. Leta 1320 je poročil svojo hčerko Elizabeto z ogrskim kraljem Karlom I. Robertom in leta 1325 svojega sina, prestolonaslednika Kazimirja, s hčerko litvanskega velikega kneza Gedimina, Aldono-Ano.
Łokietek je leta 1326 s pomočjo Litvancev opustošil brandenburško Novo marko. Pozimi 1327 so Čehi napadli Krakov. Pod ogrskim pritiskom so se sicer morali umakniti, vendar se je ob tej priložnosti večina pjastovskih vojvod Šlezije poklonila češkemu kralju; do leta 1329 so mu skoraj vsi priznali vazalstvo.
Leta 1327 je ponovno izbruhnilo bojevanje z viteškim redom, ki so ga podpirali Čehi. Sovražniki so zavzeli Dobrzyńsko pokrajino, med tem ko se je połocko-mazovski vojvoda Vaclav čutil prisiljenega svojo delno vojvodino podrediti češki oblasti. Ob ponovnih bojih v letih 1330-31 so križniki opustošili Velikopoljsko in, kljub poljski zmagi pri Powcah septembra 1331, v naslednjem letu zavzeli vso Kujavijo.
Med premirjem, s posredovanjem papeževega legata sklenjenem za eno leto, je Vladislav I. umrl. Svojemu sinu in nasledniku Kazimirju je zapustil pjastovska dedna ozemlja: Velikopoljsko z glavnim mestom Posen, Malopoljsko z glavnim mestom Krakov, Sieradz in Łęczyco.

## Pokrajine, ki so bile v posameznih letih pod oblastjo Vladislava Łokietka
Pokrajine so v procesu združevanja Poljske prehajala iz rok v roke. Sledeči pregled podaja Łokietekov status v pokrajinah ob različnih časih, in je tudi pomoč za razumevanje obeh priloženih zemljevidov:
- 1267 - 1300  kujavski vojvoda v Brześć Kujawskem in Dobrzyńu; pod skrbništvom matere do leta 1275 in skupaj z bratoma do leta 1288, ko je postal samostojen v Brześć Kujawskem
- 1288 - 1300  vojvoda v Sieradzu
- 1289 - 1292  malopoljski vojvoda v Sandomiru; leta 1292 je ozemlje zavzel češki kralj Vaclav II., Łokietek pa se mu je poklonil
- 1294 - 1300  vojvoda v Łęczyci
- 1296 - 1300  vojvoda na Velikopoljskem in Pomorjanskem
- 1300 - 1304  v izgnanstvu; Łokietek se je leta 1299 ponovno poklonil Vaclavu II., a ga je ta kljub temu naslednje leto izgnal iz Poljske
- 1304 - 1333  malopoljski vojvoda v Wiślici
- 1305 - 1333  malopoljski vojvoda v Sandomiru, vojvoda v Sieradzu in Łęczyci
- 1305 - 1332  kujavski vojvoda v Brześć Kujawskem, leta 1332 je ozemlje zasedel viteški red
- 1306 - 1333  malopoljski vojvoda v Krakovu
- 1306 - 1309  vojvoda na Pomorjanskem; leta 1309 ozemlje zasedel viteški red
- 1306 - 1329  vojvoda Dobrzyńa, leta 1329 ozemlje zasedel viteški red
- 1306 - 1332  kujavski vojvoda v Inowrocławu, leta 1332 ozemlje zasedel viteški red
- 1314 - 1333  vojvoda Velikopoljske.

Izven kraljevine Poljske so ostala naslednja ozemlja Pjastov:
- šlezijske vojvodine vse do leta 1945
- vojvodina Mazovija-Płock do leta 1351, potem fevd poljske krone, leta 1526 direktno priključena kraljestvu

## Družina
Vladimir Łokietek je bil od leta 1293 poročen z Jadvigo, hčerko velikopoljskega kneza Boleslava Pobožnega, ki mu je rodila pet otrok:
- Kunigunda (~1295–1331/33) ∞ 1) šlezijski vojvoda Bernard von Schweidnitz; 2) vojvoda Rudolf von Sachsen-Wittenberg
- Štefan (1296/1300–1306)
- Vladislav (1297–1311/1312)
- Elizabeta (1305–1380) ∞ ogrski kralj Karel I. Robert
- Jadviga (1306/1309–1320/1325)
- Kazimir III. Veliki (1310–1370), poljski kralj